# ‘En Zur
‘En Zur (hebreiska: עין צור) är en källa i Israel.   Den ligger i distriktet Haifa, i den norra delen av landet. ‘En Zur ligger 75 meter över havet.
Terrängen runt ‘En Zur är huvudsakligen platt, men norrut är den kuperad. Havet är nära ‘En Zur västerut.Runt ‘En Zur är det tätbefolkat, med 570 invånare per kvadratkilometer. Närmaste större samhälle är Hadera, 12,7 km söder om ‘En Zur. Trakten runt ‘En Zur består till största delen av jordbruksmark.